# Cambridge, Vermont
Cambridge är en kommun (town) i Lamoille County i den amerikanska delstaten Vermont. Vid folkräkningen år 2020 bodde 3 839 personer i kommunen. Den har enligt United States Census Bureau en area på totalt 164,9 km², allt är land.  